# Drosophila ungarensis
Drosophila ungarensis är en tvåvingeart som beskrevs av Johannes Cornelis Hendrik de Meijere 1911. Drosophila ungarensis ingår i släktet Drosophila och familjen daggflugor.
Artens utbredningsområde är den Indonesiska ön Java.